# Sunday Mba
Sunday Mba (* 28. November 1988 in Aba) ist ein nigerianischer ehemaliger Fußballspieler, der bei der Fußball-Afrikameisterschaft 2013 bekannt wurde, da er im Finale das Siegtor schoss.

## Karriere

### Verein
Der Igbo Mba wurde an der Pepsi Football Academy ausgebildet und spielte ursprünglich im defensiven Mittelfeld, jetzt hinter den Spitzen.  Er spielte zunächst für den FC Enyimba (2005–2006, 2007–2008), denn für Rangers International (2007, 2008–2009) und den Dolphins FC (2009–2010). Von 2010 bis 2013 stand er bei Warri Wolves in Lagos unter Vertrag und war anschließend an seinen Ex-Club  Enugu Rangers ausgeliehen.
Zur Saison 2015/16 wechselte er zum türkischen Zweitligisten Yeni Malatyaspor. Im September 2017 wurde sein Vertrag mit Yeni Malatyaspor aufgelöst und Mba beendete seine Laufbahn.

### Nationalmannschaft
2012 wurde er als einer der ganz wenigen in der Heimat tätigen Spieler von Stephen Keshi zum nigerianischen Nationalspieler ernannt. Bei der Fußball-Afrikameisterschaft 2013 trat er mit seinem Siegtor im Viertelfinale gegen die Elfenbeinküste ins Rampenlicht, auch sein Siegtreffer im Finale gegen Burkina Faso machte ihn bekannt. Seit Januar 2014 spielt Mba für den französischen Zweitligisten CA Bastia. In der Spielzeit 2013/14 wurde er insgesamt 16 mal eingesetzt und erzielte vier Tore.
2013 wurde er zum Nationalspieler Nigerias für den FIFA-Konföderationen-Pokal 2013 ernannt, Nigeria schied jedoch in der Vorrunde aus.